# 梅德韦杰夫·施蓬霍伊尔·卡尔尼克地震烈度表
梅德韦杰夫·施蓬霍伊尔·卡尔尼克地震烈度表（英語：Medvedev–Sponheuer–Karnik scale，缩写MSK或MSK-64），是一种用于评估地震烈度的度量，以量化地震对某一特定地点所受到的影响。
该烈度表最初由苏联科学家谢尔盖·梅德韦杰夫、东德科学家施蓬霍伊尔和捷克斯洛伐克科学家卡尔尼克于1964年提出。 它基于20世纪60年代初从麦加利地震烈度表和1953版的梅德韦杰夫烈度度量的应用所获得的经验，因此也称为GEOFIAN烈度度量。

## 发展历史
在20世纪70年代中期和80年代初期进行了小幅修改后，MSK烈度表在欧洲和苏联得到广泛应用。 在20世纪90年代初，欧洲地震委员会（ESC）采用了MSK的许多原则开发欧洲宏观地震烈度表，该标准现已成为欧洲国家地震烈度评估的事实标准。直到现在，MSK-64烈度表仍被印度、以色列、俄罗斯以及独联体国家所使用。

## 烈度划分
梅德韦杰夫·施蓬霍伊尔·卡尔尼克地震烈度表与美国使用的麦加利地震烈度（MM）量表有些相似。MSK有12个强度等级，用罗马数字表示：
| I.无感        | 没有感觉，只有仪器能观察到。 |
| II.几乎无感   | 在静止的情况下，少部分人有感觉。 |
| III.轻微震颤  | 大部分室内的人感觉到震动，悬挂的物体轻微摆动。                                                                                             |
| IV.普遍有感   | 室外的人感觉到震动，少数人惊醒。有中等强度的震荡。家中饰物摇晃，但不对建筑物造成破坏。                                                     |
| V.强烈摇晃    | 所有人都有感觉；睡者惊醒，牲畜不宁，摆钟停摆，重心不稳的物件可能倾倒。                                                                     |
| VI.轻微破坏   | 许多人慌张逃跑，走路摇晃；玻璃破碎，书籍或摆设从书架掉下，家具移动或倾倒，破坏轻微。                                                       |
| VII.中等破坏  | 大多数人害怕并试图逃出室内。家具移位，可能倾倒。物体从架子上掉下来。水从容器中溅出。对旧建筑造成严重破坏，砖石烟囱倒塌，会造成小规模滑坡。 |
| VIII.严重破坏 | 烟囱、纪念碑、塔、墙垮塌，重型家具偏移。未周密考虑抵抗外力的建筑物遭受某种损坏，部分严重损毁。水平方向抗力弱的建筑物倒塌。破坏力强。       |
| IX.毁坏       | 居民普遍恐慌。对构造良好的建筑造成重大损害。地下管线破裂，地面破裂。会造成大规模山体滑坡。                                                 |
| X.严重毁坏    | 砖石建筑被摧毁，基础设施瘫痪。会造成大规模的山体滑坡。水体可能会被覆盖，导致周围地区泛滥，形成堰塞湖。                                     |
| XI.灾难性毁坏 | 只有少数建筑物尚未倒塌。 |
| XII.山河改观  | 天崩地裂，所有建筑物遭受毁灭性破坏。地貌有极大改动，河流变道，会造成海啸。                                                                 |